# Glasewitz
Glasewitz ist eine Gemeinde im Landkreis Rostock in Mecklenburg-Vorpommern (Deutschland). Die Gemeinde wird vom Amt Güstrow-Land mit Sitz in der nicht amtsangehörigen Kreisstadt Güstrow verwaltet.

## Geografie
Die Gemeinde grenzt unmittelbar an den Nordosten der Kreisstadt Güstrow. Glasewitz liegt am Übergang vom Urstromtal der Recknitz, das vom Augraben entwässert wird, zur östlich der Niederung verlaufenden Endmoräne, die das Recknitztal um etwa 40 Höhenmeter überragt. Die Umgebung ist waldreich und weist einige kleine Seen auf. Die Hansestadt Rostock ist rund 30 Kilometer entfernt.
Umgeben wird Glasewitz von den Nachbargemeinden Plaaz im Norden und Osten, Lalendorf im Südosten, sowie Güstrow im Südwesten und Westen.
Zu Glasewitz gehören die Ortsteile Dehmen und Kussow.

## Geschichte
Die erste Erwähnung des Ortes Glasewitz findet sich in einer Urkunde des Jahres 1369.
Am 1. Juli 1950 wurden die bis dahin eigenständigen Gemeinden Dehmen und Kussow eingegliedert.

## Politik

### Gemeindevertretung und Bürgermeister
Der Gemeinderat besteht (inkl. Bürgermeisterin) aus 6 Mitgliedern. Die Wahl zum Gemeinderat am 26. Mai 2019 hatte folgende Ergebnisse:
| Partei/Bewerber                       | Prozent | Sitze |
| ------------------------------------- | ------- | ----- |
| Wählergemeinschaft Gemeinde Glasewitz | 89,27   | 5     |
| FDP                                   | 7,50    | 1     |

Bürgermeisterin der Gemeinde ist Grit Goldbach, sie wurde mit 60,10 % der Stimmen  gewählt.

## Wirtschaft und Infrastruktur
Die Einwohnerzahl ist in Glasewitz in den letzten Jahren recht stabil geblieben. Zum 31. Dezember 2014 wurden 424 Einwohner gezählt, davon 199 Frauen und 225 Männer.
In der Gemeinde gibt es eine Freiwillige Feuerwehr, eine Kindertagesstätte sowie einen landwirtschaftlichen Betrieb und ein Pflegeheim für Behinderte im Ortsteil Dehmen.
Bei dem landwirtschaftlichen Betrieb handelt es sich um einen ökologischen Betrieb, der auf chemische Düngemittel und Pflanzenschutzmittel verzichtet. Angebaut werden diverse Getreidesorten, welche teilweise als Futterquelle für die eigene Tierhaltung genutzt werden. Der Betrieb hat sich auf Rinderhaltung und Hähnchenmast spezialisiert.

### Verkehrsanbindung
Nahe Glasewitz verläuft die A 19 von Berlin nach Rostock. Von der  Anschlussstelle Glasewitz führt ein Zubringer direkt nach Güstrow. Nur wenig nördlich dieser Anschlussstelle liegt die Autobahn-Tank- und Rastanlage Recknitzniederung.  Durch das Gemeindegebiet führt die Bahnstrecke Priemerburg–Plaaz. Die nächsten Bahnhöfe befinden sich in der Nachbargemeinde Plaaz sowie in Güstrow.

## Persönlichkeiten
- Manfred Hüniken (1928–2017), CDU-Politiker, Abgeordneter des Niedersächsischen Landtages, geboren in Kussow